# El año del tigre
El año del tigre è un film del 2011 diretto da Sebastián Lelio.
La pellicola ha come protagonisti Luis Dubó, Sergio Hernández e Viviana Herrera.